# Ållongren i Finland
Ållongren, skrivs även Ollongren, är en frälsesläkt från Borgå socken i Nyland.
Släkten är känd sedan 1480 genom länsman Nils Olofsson i Pepot i Borgå socken och har varit frälse åtminstone före 1556. Släkten introducerades på Sveriges Riddarhus vid dess instiftande 1625, genom lottning som adlig släkt nr. 115. Släkten hörde då till den tredje klassen, svenneklassen, men uppflyttades 1778 till den andra klassen riddarklassen.
Ätten antogs vara utslocknad, men kvarlever genom en rysk gren som stavar namnet Ollongren. Alexander Ollongren med familj införlivades i den nederländska adeln 2002, till denna ättegren hör Nederländernas försvarsminister jonkvrouw Kajsa Ollongren.